# 塞爾維亞21歲以下國家足球隊
塞爾維亞21歲以下國家足球隊（簡稱塞爾維亞U21）代表塞爾維亞參賽所屬年齡組別的足球競賽，主要為兩年一度的歐洲U-21足球錦標賽，由塞尔维亚足球协会負責監控。
塞爾維亞U21被視為「塞爾維亞和黑山U21」的後繼球隊，而後者則承接前南斯拉夫21歲以下國家足球隊的地位。

## 歷史
在前南斯拉夫於1992年解體前由南斯拉夫U21代表出賽，曾贏得首屆歐洲U-21足球錦標賽的冠軍；分裂後的1996年歐洲U-21足球錦標賽由代表南斯拉夫联盟共和国（Federal Republic of Yugoslavia，簡稱「南聯盟」）的U21球隊參賽，「南聯盟」其後於2003年更名為塞爾維亞和黑山（Serbia and Montenegro），球隊名稱亦隨之更改。
2006年黑山脫離塞爾維亞和黑山獨立，原「塞爾維亞和黑山足球總會」改組成為「塞爾維亞足球總會」，而其轄下的「塞爾維亞U21」取代「塞爾維亞和黑山U21」的席位參加2007年歐洲U-21足球錦標賽外圍賽，最後更獲得亞軍的榮譽；直到黑山足球協會成立並獲得正式承認時，外圍賽經已展開，因此「黑山U21」未能趕及參賽，要到2009年的外圍賽可進行正式競爭性的比賽。

## 競賽歷史
南斯拉夫聯盟共和國/塞爾維亞和黑山
南聯盟大國腳早於1994年12月已進行首場比賽，但U21隊因政治問題而被禁止參加1996年歐洲U-21足球錦標賽，要等到1998年外圍賽才踢首場比賽，主場1-0擊敗馬爾他U21。
南聯盟U21未能晉級其參加的首三屆歐洲U-21足球錦標賽決賽週，最接近是2000年，分組賽8戰5勝2和1負以較佳成績的次名身份出線次輪附加賽，在中立場巴塞隆拿對英格蘭，以0-3落敗而在外圍賽止步。
直到2004年首次以塞爾維亞和黑山名義參賽（首3場外圍賽仍為「南聯盟U21」），分組賽排於意大利之後以較佳成績次名資格出線附加賽，對手為挪威，首回合主場大勝5-1，雖然次回合作客輸回0-3，仍然累計贏5-4首次晉軍決賽週。這支由福拉多（Vladimir Petrović）領導的球隊陣中有伊雲奴域（Branislav Ivanović）及其後轉投黑山的武克切維奇（Simon Vukčević），分組賽首場即以3-2擊敗克羅地亞，最終與義大利同為3戰2勝1負得6分，只因對賽時以1-2見負而以次名出線四強淘汰賽。準決賽對瑞典，上半場已落後0-1，直到完場補時才扳平1-1，加時雙各有一次中柱中楣後再無紀錄，於互射十二碼以6-5僅勝；決賽對手是四屆冠軍義大利，是雙方本屆賽事繼外圍賽及決賽週分組賽同組對賽後第四次碰頭，之前3戰1勝2負稍佔下風，更不幸是米查洛域（Nikola Mijailović）在上半場僅34分鐘落後一球時已因兩黃一紅被逐離場，大部分時間10人應戰下，到下半場83至85分鐘再連失兩球，而伊雲奴域亦在補時階段被逐，只餘9人直到終場以0-3落敗屈居亞軍。
兩年後伊雲奴域仍然在陣，加上托錫（Duško Tošić）、米利查斯（Nenad Milijaš）、及其後轉隸黑山的胡仙歷（Mirko Vučinić）再次參賽，外圍賽10戰7勝1和2負，壓倒兩屆冠軍西班牙緊隨比利時以次名出線附加賽，巧遇克羅地亞，首回合主場3-1獲勝，次回合作客再勝2-1，累計5-2連續兩年晉身決賽週。分組賽最後一戰以0-2負於法國，塞黑正處於被淘汰邊沿，幸好同時舉行另一場比賽，主辨國葡萄牙於完場補時4分鐘才射入，1-0擊敗德國，3隊同為1勝2負得3分，塞黑以較佳得失球差取得次名出線資格。準決賽對烏克蘭，戰至加時後仍然兩無紀錄，互射十二碼雙方首球均告射失，其餘4球全部射入，進入突然死亡，先射的烏克蘭射入，但緊接的米兰·普罗维奇（Milan Purović）射失，4-5不敵無緣再次晉身決賽。
塞爾維亞
在黑山脫離後球隊以塞爾維亞U21名義參加翌年改在單數年份舉行的歐洲U-21足球錦標賽，3隊的分組賽只需進行主客各1場比賽，兩戰兩勝順利出線附加賽，對手為瑞典，首回合被對手塞爾維亞裔的杜桑·久里奇（Dusan Djuric）在開賽後僅10分鐘射入兩球，在主場令人震驚地慘敗0-3，兩星期後痛定思痛，作客5-0大炒對手，兩回合累計5-3將下屆的主辦國掃出局，連續三年闖入決賽週。在荷蘭舉行的決賽週大軍有伊雲奴域連續三屆入選，尚有戈伊科·卡查爾（Gojko Kačar）、亞歷山大·科拉羅夫（Aleksandar Kolarov）、米兰·斯米亚尼奇（Milan Smiljanić）及蘇蘭·托錫（Zoran Tošić）。分組賽強隊林立，其餘三隊均為冠軍人馬，包括義大利（5屆）、英格蘭（2屆）及捷克（1屆）。首場1-0擊敗義大利，報卻3年前決賽落敗之辱；次場於完場補時射入再以1-0擊敗捷克，兩戰兩勝並確保出線席位；第三場無關痛癢對英格蘭的比賽作出9個調動，以0-2落敗後仍以首名出線。準決賽對比利時以2-0輕勝再次晉身決賽；決賽對主辦國兼衛冕冠軍荷蘭，以1-4被「小橙軍」全而技術性擊倒，再次功虧一簣。

### 歐青盃歷屆成績
| 年度               | 主辦國   | 冠軍     | 成績               |
| ------------------ | -------- | -------- | ------------------ |
| 1978年             | 主客制   | 南斯拉夫 | 以南斯拉夫名義參賽 |
| 1980年             | 主客制   | 蘇聯     | 以南斯拉夫名義參賽 |
| 1982年             | 主客制   | 英格蘭   | 以南斯拉夫名義參賽 |
| 1984年             | 主客制   | 英格蘭   | 以南斯拉夫名義參賽 |
| 1986年             | 主客制   | 西班牙   | 以南斯拉夫名義參賽 |
| 1988年             | 主客制   | 法國     | 以南斯拉夫名義參賽 |
| 1990年             | 主客制   | 蘇聯     | 以南斯拉夫名義參賽 |
| 1992年             | 主客制   | 義大利   | 以南斯拉夫名義參賽 |
| 南斯拉夫聯盟共和國 |          |          |                    |
| 1994年             | 法國     | 義大利   | 被禁參賽           |
| 1996年             | 西班牙   | 義大利   | 被禁參賽           |
| 1998年             | 羅馬尼亞 | 西班牙   | 外圍賽出局         |
| 2000年             | 斯洛伐克 | 義大利   | 外圍賽附加賽       |
| 2002年             | 瑞士     | 捷克     | 外圍賽出局         |
| 塞爾維亞和黑山     |          |          |                    |
| 2004年             | 德国     | 義大利   | 亞軍（1）          |
| 2006年             | 葡萄牙   | 荷蘭     | 四強（2）          |
| 塞爾維亞           |          |          |                    |
| 2007年             | 荷蘭     | 荷蘭     | 亞軍（3）          |
| 2009年             | 瑞典     | 德國     | 分組賽出局（4）    |
| 2011年             | 丹麦     |          |                    |

## 歷任教練
| 任期        | 教練                              |
| ----------- | --------------------------------- |
| 2000年      | 乔利奇（Milovan Đorić）           |
| 2002–2004年 | 福拉多（Vladimir Petrović Pižon） |
| 2004–2005年 | 科薩諾維奇（Milorad Kosanović）   |
| 2005–2006年 | 奧古加（Dragan Okuka）            |
| 2006–2007年 | 杜傑錫（Miroslav Đukić）          |
| 2007–2009年 | 基馬利域（Slobodan Krčmarević）   |
| 2009–現在   | （Ratomir Dujković）              |

## 註腳
^  注解1： 包括自1992年開始成立的「南斯拉夫聯盟共和國」（FR Yugoslavia，簡稱「南聯盟」）及其後續「塞爾維亞和黑山」（Serbia and Montenegro，簡稱「塞黑」）的戰績。

## 外部連結
- 歐洲足協U-21網站 （页面存档备份，存于）
- RSSSF：歐青盃全紀錄 （页面存档备份，存于）
- 現時U21陣容[永久]